# アトリエ系建築設計事務所
アトリエ系建築設計事務所（アトリエけいけんちくせっけいじむしょ）は、個人の建築家が主宰する建築設計事務所のうち、特に建築家個人の作家性を強く反映した設計を行う設計事務所に対する通称である。組織系建築設計事務所としばしば比較される。
アトリエ系という呼称は、建築家磯崎新が自身の設計事務所の設立に際して「磯崎新アトリエ」と名付けたのがそもそもの始まりである。これは当時主流であった「建築設計事務所」という呼称に抵抗を感じ、芸術家のアトリエのような個人の製作場所を指向したのが理由とされる。次第に追随する設計事務所が出始めたため、この呼称が広く定着していった。
アトリエ系事務所は、仕事の内容面でも芸術家としてのスタンスに近い場合が多く、組織系事務所やゼネコンの建築設計部に比べると、企業体として利潤を追求するよりも、事務所を主宰する建築家個人の作家性・作品性を追求する傾向にある。しかしながら一口にアトリエ系事務所といっても、建築作品の芸術性を追求する者から、ローコスト住宅を手がける者までそのスタンスは千差万別であり、事務所によってアトリエ系という呼称が相応しいかどうかも議論が別れるところである。また、建築家個人の名称を冠した事務所でも大規模のものもかなりあり、組織系事務所でも一人の建築家による個人事務所が巨大組織化したものが大半であるため、一概にアトリエ系と組織系を区別出来るものではない。
スタッフも、建築家の作家性・作品性に強く共感し、将来建築家として独立を考えている者が集まってくる傾向にあるが、組織系事務所に比べると経済的環境が良くない点で（一般的にスタッフの給与は非常に低い）建築学生が進路を選ぶ上での大きな試金石となっている。